# 伊萬尼夫卡 (姆利尼夫市鎮)
50°31′27″N 25°45′2″E / 50.52417°N 25.75056°E
伊萬尼夫卡（烏克蘭語：Іванівка）是位於烏克蘭西北部的村莊，由羅夫諾州杜布諾區的姆利尼夫市鎮負責管轄。該村面積6.24平方公里，海拔高度250米，2001年人口229，人口密度每平方公里36.7人。